# Yuz Asaf
Yuz Asaf (auch: Yus Asaph, Yuza asif, Yuza Asif, Shahzada Nabi Hazrat Yura Asaf oder Yuza Asaf; in Indien: Issa oder Isa) war ein Heiliger im nordindischen Srinagar, der von verschiedenen Autoren und vor allem von Einheimischen für Jesus von Nazareth gehalten wird, der die Kreuzigung überlebt habe. Er sei nach Kaschmir ausgewandert, habe ein sehr hohes Alter erreicht und sei in Srinagar begraben worden. Hinweise darauf könnte beispielsweise sein Name Yuz Asaf, der teilweise mit Sohn des Josef übersetzt wird, aber auch die traditionell jüdische Ost-West-Ausrichtung seines Sarkophages sein.
Darüber hinaus war oder ist die islamische Gruppe der Ahmadiyya um Mirza Ghulam Ahmad der Ansicht, dass es sich bei Yuz Asaf zusätzlich um den historischen Buddha bzw. Prinzen Siddhartha Gautama aus der Legende Barlaam und Josaphat handle. Diese Identifizierung aber scheint durch eine Reihe von Druck- bzw. Übersetzungsfehlern entstanden zu sein, wie beispielsweise David Marshall Lang beschrieb.
Der russische Journalist Nikolai Notowitch berichtete im Jahr 1894 nach einer Indienreise und dem Besuch der Klöster Lamieroo und Hemis Ende der 1880er Jahre anhand der von ihm studierten Manuskripte in letzterem ausführlich von dem Leben des Isa, den er und insbesondere auch Andreas Faber-Kaiser mit Jesus von Nazareth in Einklang sahen.

## Etymologie
Dem Dozenten Bhajan Noam zufolge bedeutet die Aufschrift Youza Asouph einer Tafel an seinem Grab (Roza Bal) wörtlich „Sohn des Joseph“. Auch gemäß Autorin Isabel Scharrer ist Sohn des Josef in verschiedenen Büchern eine Bezeichnung für Yus Asaf.
Isabel Scharrer weist auch auf die Nennung des Namens Yus Asafs in zwei großen, antiken Büchern hin, die in der Sprache Urdu verfasst sind, wo er aber etwa „Führer (Yuz) der Geheilten“ (Asaf = gereinigt, geheilt) bedeute.
Iain Anderson übersetzt in seinem Aufsatz „Mirza Ghulam Ahmad von Qadian. Leben, Auftrag, Botschaft und Erfolg des verheißenen Messias und Mahdi des Islam“ (1991, Frankfurt a. M.) Yuz Asaf mit „Jesus, der Versammler“.

## Fehlerhafte Identifizierung Buddhas mit Jesus
Das sanskritische Wort Bodhisattva wurde in persischen Texten des 6. oder 7. Jahrhunderts zu Bodisav geändert. In einem arabischen Dokument des 8. Jahrhunderts variiert der Name schließlich zu Budhasaf und Yudasaf. Die arabische Schreibweise für „b“ ( ﺑ ) ändert sich durch einen zusätzlichen Punkt zu „y“ ( ﻳ ).
In Kamal-ud-din von Ibn Bābūya (10. Jahrhundert) kommt Būdāsaf als „Yūdāsaf“ vor. In den Schriften der Lauteren Brüder von Basra, der Ikhwan al-Safa (1405), variiert der Name zu Yūzāsaf.
Auch in arabischen und persischen Versionen der Legende von Barlaam und Josaphat variiert der Name des Buddhas Siddhartha Gautama von Būdāsaf über Yūdāsaf und Yūzāsaf zu Yuz Asaf.
In Fida Hassnain's (1924–2016) und Ghulam Ahmad's (1835–1908) Übersetzung der Legende von Barlaam und Josaphat ist das Wort Yuzasaf in zwei Worte aufgeteilt: Yuz Asaf. Ghulam Ahmad identifizierte Siddhartha Gauthama folglich mit Yuz Asaf und diesen mit Jesus von Nazareth. Bereits zeitgenössisch wurde diesem jedoch widersprochen: Richard Francis Burton ging davon aus, dass Buddha im Rahmen der Christianisierung zunächst zum Josaphat der zuvor genannten Legende wurde, und schließlich Gregor XIII. ihn als den Heiligen St. Josaphat in das Martyriologum aufnahm.
David Marshall Lang wies in einem in der Encyclopaedia of Islam (1960) abgedruckten Aufsatz darauf hin, dass die Verbindung Buddhas mit Kaschmir teilweise auf einem Druckfehler in der arabischen Version Baalham und Josaphats von Mumbai zurückzuführen sei, worin Kaschmir (arabisch: كشمير) an der Stelle Buddhas traditionellem Sterbeort Kushinagar (Pali: كوشينر) genannt ist.

## Indizien zu Jesus in Kaschmir
Die Theorie des Todes Jesu (Yuz Asaf) in Kaschmir vertrat der Gründer der Ahmadiyya, Mirza Ghulam Ahmad, in seinem Werk  Massih Hindustan Mein i. e. Jesus in Indien seit 1891. Basierend auf mündlichen Überlieferungen der Kashmiri, soll es sich bei Yuz Asaf um Jesus von Nazaret handeln, der nach Srinagar in Kaschmir geflohen sei, wo er bis zu seinem Tod im Alter von 120 Jahren gelebt habe.

### In asiatischen Geschichtswerken
Tibetische, persische und sanskritische Schriften der dortigen Historiker hätten zum Teil ausführlich von Jesus, der unter dem Namen Jusu oder Yuz Asaf als Mitglied von Karawanen von Palästina nach Indien (erste Reise) bzw. nach der Kreuzigung und seiner Rettung vom Kreuz nach Kaschmir reiste (zweite Reise), berichtet.

### In buddhistischen Schriften
In buddhistischen Aufzeichnungen ist die Rede von einem Grabmal eines Bodhisattva, bei dem es sich um die fünfte Wiedergeburt Buddhas handele. Seine Lehren wurden oft mit denen Jesu verglichen, auch soll er den späten Buddhismus beeinflusst haben.

### Geographische Bezeichnungen mit Jesus
Lokale Ortsnamen würden ebenfalls von Jesus in Kaschmir zeugen, der in lokalen Sprachen auch als „Isa“ bzw. „Issa“ oder „Aisha“ bekannt sei. Am Eingang zu Kaschmir existiere beispielsweise eine Jesuswiese „Yusmarg“ oder das Kloster Aishmuqam (Aish = Jesus, muqam = Ort).
Weitere Namen in Kaschmir, die sich auf Jesus (Yuz Asaf) beziehen würden, sind alle Zusammensetzungen mit „Issa“, „Aish“ bzw. „Yusu“: Issa-Brari, Issa-eil, Issa-Kush, Issa Mati, Issa-Ta, Aish Muqam, Yusu-gam, Yusu-hatpura, Yusu-kun und andere.

### Im Koran
Im Koran (Sure 4:157 ) heißt es, Jesus sei nicht getötet, und auch nicht gekreuzigt worden. Er wird an dieser Stelle mit „ʿīsa bna maryama“ angesprochen (Jesus, der Sohn Marias).

### Bibelexegese des 20. Jahrhunderts
Verschiedene Schriftsteller, Wissenschaftler bzw. Theologen des 20. Jahrhunderts (darunter Hyam Maccoby, Benjamin Urrutia, Hjalmar Söderberg) waren der Ansicht, dass Barabbas und Jesus einander identisch gewesen seien, Jesus also gemäß dem Schicksals Barabbas’ freigelassen, und nicht gekreuzigt worden. Jesus habe beim Beten Gott gewöhnlich als Abba bezeichnet und sei deswegen als bar-Abba (Sohn des Herrn, Sohn des Vaters) bekannt gewesen.

### Gleichnis vom Sämann
Der Geschichtsschreiber Shaik Al-sai'id-us-Sadiq († um 962) berichtete von einem Gleichnis des Yuz Asaf, das mit dem Gleichnis vom Sämann fast identisch sei.

### Interpretation der Grabstätte von Yuz Asaf in Srinagar als Jesusgrab

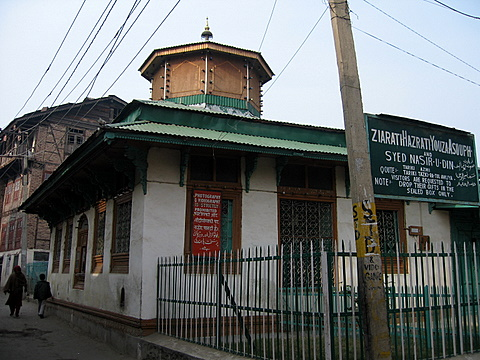
Das „Grab des Propheten“

Mirza Ghulam Ahmad vertritt die Ansicht, dass Yuz Asaf im muslimischen Rozabal-Schrein begraben ist, der sich im Mohala Kan Yar-Distrikt von Srinagar befindet. Es wird behauptet, dass in dem Grabmal ein Mann begraben ist, der sowohl ein Prinz als auch ein Prophet gewesen sei (um 100).
Das Grabmal wurde von Angehörigen der Ahmadiyya-Familie bewacht. Diese Familie, die dem muslimischen Glauben angehört, gibt an, dass sie die Nachfahren des Yuz Asaf seien. Da es aber zu Spannungen kam zwischen der Familie und Behörden bzw. dem lokalen Imam wegen zahlreicher Anfragen und Nachforschungen durch Ausländer, wurde das Grab einem muslimischen Verein übergeben.
Das Grabhäuschen „Roza Bal“ befindet sich in der Khanyar-Straße in der Altstadt. U. a. laut dem Sufi und Historiker Fida Hassnain sei Jesus dort bestattet. Es besteht aus einem tiefliegenden rechteckigen Gebäude mit einer erhobenen Plattform, die frontseitig mit Relingen umgeben ist. Das Häuschen hat drei Bögen an der Front, wo sich auch der Zugang befindet, und vier Bögen seitlich. In einer hölzernen Kiste kann man durch ein Sichtfenster in das Grab sehen. Man interpretiert in die Grabplatte gehauene Vertiefungen als Abbild großer Narben, die von einer Kreuzigung stammen sollen.

#### Interpretation als jüdisches Grab
Nach Barbara Goldstein ist die Ausrichtung des Sarkophags von Ost nach West ein deutlicher Hinweis darauf, dass Yuz Asaf jüdischen Ursprungs war.

#### Golgatha und Srinagar
Golgatha (= Golgota, Mt 27,33 , dt. Schädelhöhe, Ort der Kreuzigung Jesu) sei nach Ghulam Ahmad gleichbedeutend mit Srinagar (Sir, Hindi = Schädel; Nagar = Stätte; Ort des Grabes von Yuz Asaf). Srinagar sei zur Zeit Jesu im Einklang mit der Erinnerung an dessen Kreuzigung gegründet worden.

### Zeitgenössische Kommentare
Die Ansicht, dass Yuz Asaf (Jesus) in Kaschmir weilte, wurde auch von Anhängern der New-Age-Bewegung aufgegriffen.
Vertreter der Theorie weisen auf den Text des Tarikh-i-Kashmir von Khwaja Hassan Malik aus dem 17. Jahrhundert hin, in dem berichtet wird, dass Yuz Asaf im Jahre 78 nach Kashmir gekommen sei. Der Eintrag ist jedoch mittlerweile unlesbar geworden.

#### Parallelen
Der Historiker Johannes Fried geht zwar ebenfalls davon aus, dass Jesus die Kreuzigung überlebt habe, argumentiert jedoch, dass er zunächst nach Ägypten geflohen und später um das Jahr 52 nach Jerusalem zurückgekehrt sei. Die mit ihm verbundene Bewegung habe in der Gruppe der Nazoräer weitergelebt.

### Grab Marias in Pakistan
Es wird behauptet, dass sich in Murree in Pakistan das Grab der Heiligen Maria, der Mutter Jesu befindet. Murree ist Kaschmir so nah, dass man von einem bestimmten Punkt in den Bergen von Murree bis nach Kaschmir sehen kann. Nahe Murrees innerhalb Pakistan befindet sich in Lahore auch das 1876 gegründete Kloster von Jesus und Maria, das auf eine von Claudine Thévenet gegründete Gemeinschaft zurückgeht. Auch der Apostel Thomas soll als Gast des Königs Gondophares den Weg bis ins heutige Pakistan gefunden haben.

### Vertreter der Identität von Yuz Asaf mit Jesus
- Mirza Ghulam Ahmad: Jesus in India Online-Version (Memento vom 23. Januar 2008 im Internet Archive)
- Nicolas Notovitch: The Unknown Life of Jesus Christ, Leaves of Healing Publications (1990), ISBN 0-9602850-1-6 (Nachdruck der Ausgabe aus den 1890er Jahren)
- Andreas Faber-Kaiser: Jesus died in Kashmir: Jesus, Moses and the ten lost tribes of Israel. Gordon & Cremonesi, 1977, ISBN 0-86033-041-9; deutsche Übersetzung: Jesus starb in Kaschmir. Ullstein, 1998, ISBN 978-3-548-35785-0;
  - Andreas Faber-Kaiser: Jesus lebte und starb in Kaschmir. Edition Esteve, 1976 / 1986, ISBN 2-88240-000-4
- Holger Kersten: Jesus lebte in Indien – Sein geheimes Leben vor und nach der Kreuzigung, Ullstein, Berlin 1998 (1. Auflage 1981), ISBN 3-548-35490-4
- Gene Matloc: Jesus and Moses Are Buried in India, Birthplace of Abraham and the Hebrews. 1991 ISBN 0-595-12771-1
- Khwaja Nazir Ahmad: Jesus in Heaven on Earth: Journey of Jesus to Kashmir, His Preaching to the Lost Tribes of Israel, and Death and Burial in Srinagar, Ahmadiyya Anjuman Ishaat, 1999, ISBN 0-913321-60-5
- Abubakr Ben Ishmael Salahuddin: Saving the Savior: Did Christ Survive the Crucifixion?, Jammu Pr; 1st Pbk edition 2001, ISBN 0-9708280-1-2
- Suzanne Olsson: Jesus in Kashmir The Lost Tomb, Gateway Books, 2019, ISBN 978-0-578-49626-9.
- J.R. Cock: Auftrag Golgatha, 2012
- Siegfried Obermeier: Starb Jesus in Kaschmir?, Das Geheimnis seines Lebens und Wirkens in Indien, Econ, Düsseldorf, 1983, ISBN 3-442-12359-3
- Mirza Muzaffar Ahmad: (* 1913 in Qadian, Punjab, Indien): The Lost Tribes of Israel Online-Version (1978 präsentiert auf der International Conference on Deliverance of Jesus from Cross am Commonwealth Institute, London; 1991 veröffentlicht in: The Muslim Sunrise)

### Fiktion
- Richard G. Patton: The Autobiography of Jesus of Nazareth
- The Missing Years, ISBN 0-9682437-0-3
- Maury Lee: Jesus of India, ISBN 0-7388-3566-8
- Roberto Dal Pra, Paolo Grella und Roberto Ricci: Das verbotene Manuscript, ISBN 3-7704-3548-6

### Kritik
- Paul C. Pappas: Jesus’ Tomb in India: The Debate on His Death and Resurrection, Asian Humanities Press (September 1, 1991), ISBN 0-89581-946-5 (schlussfolgert, dass Yuz Asaf nicht Jesus war)
- Hugh Schonfield: The Essene Odyssey, Element Books Ltd (1993), ISBN 0-906540-63-1 (argumentiert, dass Yuz Asaf ein essenischer Lehrer, jedoch nicht Jesus war)
- Salcia Landmann: Jesus starb nicht in Kaschmir: ohne Kreuzestod kein Christentum. Herbig, München 1996, ISBN 3-7766-1963-5
- Günter Grönbold: Jesus in Indien – Das Ende einer Legende. Kösel, München 1985